# Cylindrepomus peregrinus
Cylindrepomus peregrinus är en skalbaggsart. Cylindrepomus peregrinus ingår i släktet Cylindrepomus och familjen långhorningar.

## Underarter
Arten delas in i följande underarter:
- C. p. longispinis
- C. p. peregrinus